# Pritha bakeri
Pritha bakeri är en spindelart som först beskrevs av Lucien Berland 1938.  Pritha bakeri ingår i släktet Pritha och familjen Filistatidae. Inga underarter finns listade i Catalogue of Life.